# پلا (آیووا)
پلا (به انگلیسی: Pella) شهری در ایالت آیووا کشور ایالات متحده آمریکا است که جمعیت آن در سرشماری سال ۲۰۱۰ میلادی، ۱۰٬۳۵۲ نفر بوده‌است.